# Chá Gorreana
Chá Gorreana je továrna na výrobu čaje v Gorreaně (obec Maia (Azory), asi 12 km východně od okresního města Ribeira Grande) na portugalském azorském ostrově São Miguel.
Chá Gorreana (Chá je portugalsky čaj) spolu s nedalekou Chá Porto Formoso jedinou čajovnou v Portugalsku. S továrnou poblíž Truro v Cornwallu jsou to jediné tři čajovny v Evropské unii. Plantáže se nacházejí při severním pobřeží ostrova.
Čaj se na ostrově pěstuje od roku 1878, poté co z Macaa přišli dva Číňané, kteří místní naučili čaj pěstovat. Podnebí ostrova, kde často celoročně prší, v zimě nejsou mrazy a sluneční svit není příliš intenzivní, je ideální pro pěstování čaje. V oblasti Gorreana se vyskytují kyselé hlinité půdy, které jsou předpokladem pro voňavý čaj s příjemnou dochutí. Čajová plantáž se rozkládá na 32 hektarech.
Čaj se vyrábí ekologicky bez použití pesticidů, herbicidů a fungicidů. Čaj se prodává především na portugalské pevnině. Vyrábí se černý čaj třídy Orange Pekoe, Pekoe a Broken Leaf a zelený čaj odrůdy Hysson.
Celková produkce se v závislosti na počasí pohybuje kolem 40 tun.